# Operatie Mincemeat
Operatie Mincemeat was een geallieerd misleidingsplan tijdens de Tweede Wereldoorlog. Het doel was het Duitse opperbevel van desinformatie te voorzien en de Duitsers te doen geloven dat er een invasie zou plaatsvinden op Sardinië en Griekenland, en niet Sicilië, de eigenlijke plaats van de invasie. Dit was nodig omdat het volgens Winston Churchill overduidelijk was dat dit eiland strategisch te belangrijk was, en de voorbereidingen op de Landing op Sicilië al in volle gang waren (codenaam: Operation Husky).
De operatie werd geleid door Ewen Montagu van MI5 en was gebaseerd op een idee van Charles Cholmondely, die ook bij de uitvoering was betrokken. Het plan werd een van de meest succesvolle én tevens meest gewaagde misleidingen tijdens de Tweede Wereldoorlog. Montagu beschreef de operatie in 1953 in zijn boek The Man Who Never Was. In 1956 verscheen de gelijknamige film met Clifton Webb in de hoofdrol als Ewen Montagu. In 2010 verscheen Operation Mincemeat van de Britse schrijver Ben Macintyre en in 2022 kwam de bioscoopfilm Operation Mincemeat uit. In 2023 ging ook de musical Operation Mincemeat in première op West End in Londen.           

## Voorbereiding

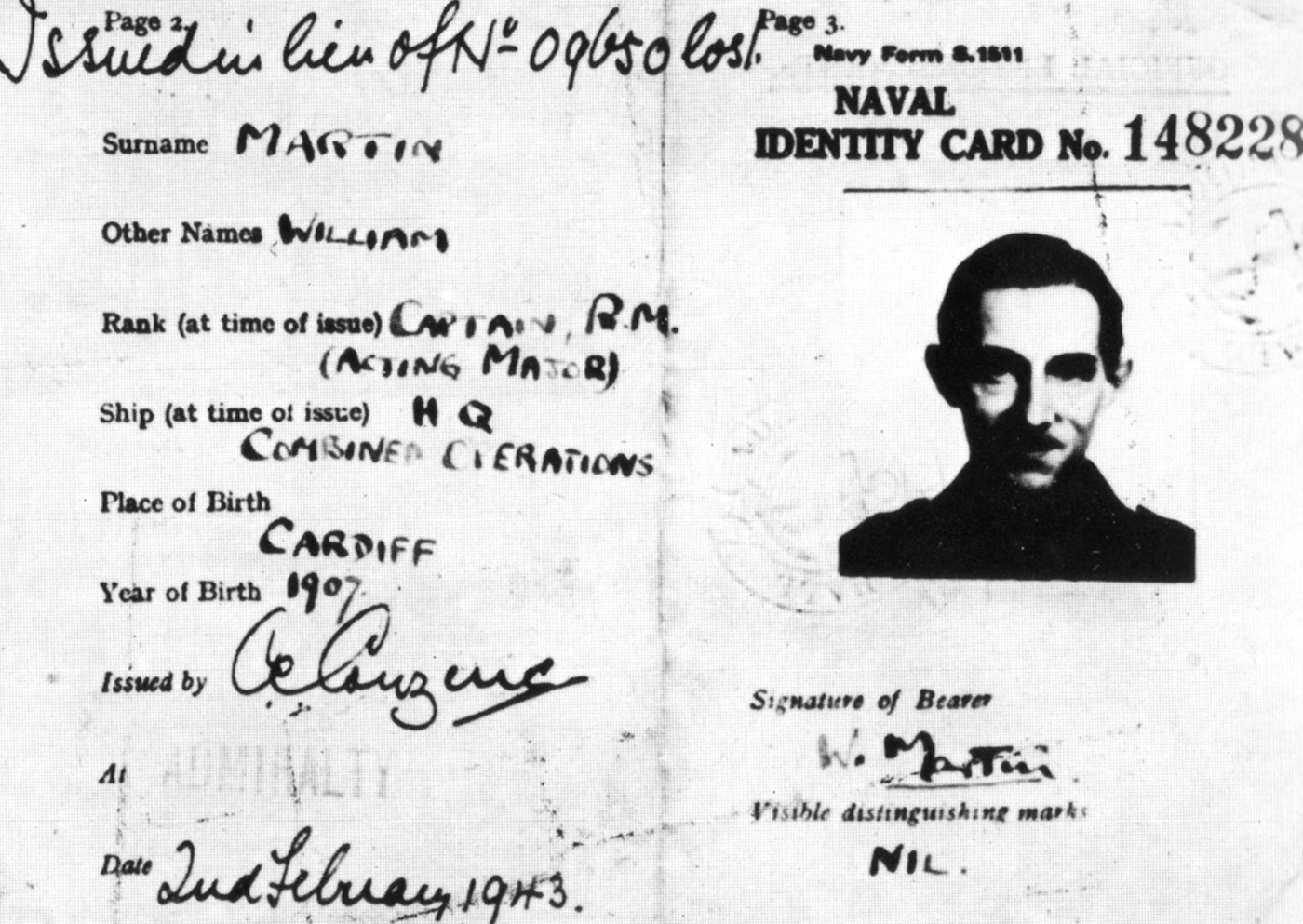
Valse identiteitskaart

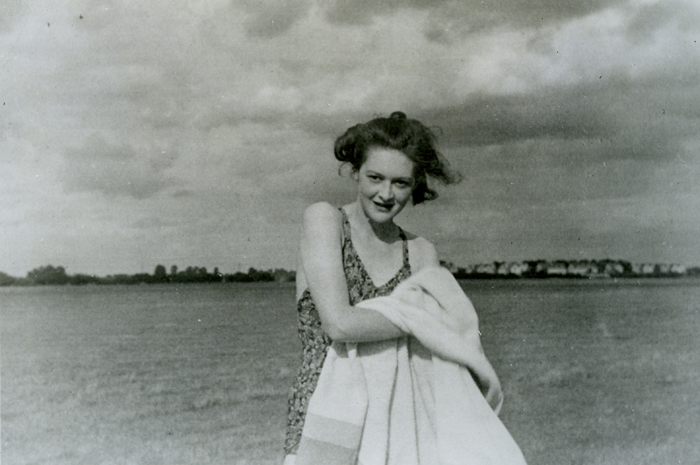
Foto van de fictieve verloofde Pam

Voor de uitvoering wist men de hand te leggen op het lichaam van een vereenzaamde man, genaamd Glyndwr Michael, die was gestorven door fosforvergiftiging. Deze kreeg een nieuwe identiteit aangemeten, namelijk die van een Brits officier, genaamd William Martin. Aangezien weinig mensen Michael kenden, zou de valse identiteit ook niet snel ontdekt worden.
Aan het lichaam werd een aktetas gehangen met daarin vage verwijzingen naar plannen voor een invasie op Sardinië en Griekenland, handgeschreven of gedicteerd en ondertekend door leden van de Britse legertop: Louis Mountbatten en Archibald Nye. Om de identiteit van William Martin geloofwaardig te maken werden op het lichaam van William Martin allerlei alledaagse gebruiksvoorwerpen achtergelaten, zoals gebruikte buskaartjes en een brief en foto van zijn verloofde "Pam". Ook werd zijn "overlijden" opgenomen in de overlijdensberichten van The Times.
Omdat het zo'n gewaagd plan was en de Duitsers er mogelijk niet in zouden trappen, moest elk detail zo goed mogelijk uitgewerkt worden. Een van de discussiepunten was hoe de aktetas aan het lichaam moest worden bevestigd. Een handboei leek de veiligste methode maar de Duitsers zouden waarschijnlijk niet geloven dat 'major Martin' de tas tijdens een hele vliegreis aan zijn pols zou houden. De tas kon ook in de hand geplaatst worden en door de rigor mortis blijven zitten, maar de kans dat de tas toch los zou komen en afdrijven was te groot. Daarom werd de tas met een ketting aan de riem van de regenjas van de man gehangen.

## Het lichaam op de plek van bestemming krijgen

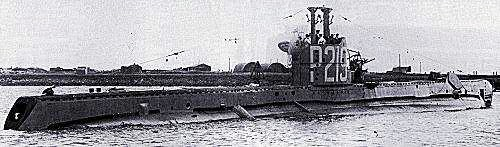
De Seraph bracht het lijk ter plaatse

Het gekoelde lichaam werd in een speciaal vervaardigde koeltank gestopt, die op 19 april 1943 door Jock Horsfall van Londen naar Holy Loch (Schotland) werd gereden. Daar werd de koeltank - met daarop aangegeven dat deze optische apparatuur bevatte - aan boord van de onderzeeër Seraph gehesen, die onder commando van luitenant Bill Jewell naar een plek voor de Spaanse kust voer, in de Golf van Cádiz. Hier werd het lichaam in het water gelaten, waarna het op 30 april 1943 in Huelva werd ontdekt door de visser José Antonio Rey María. De koeltank werd buiten zicht tot zinken gebracht.

## De documenten en beoordeling ervan

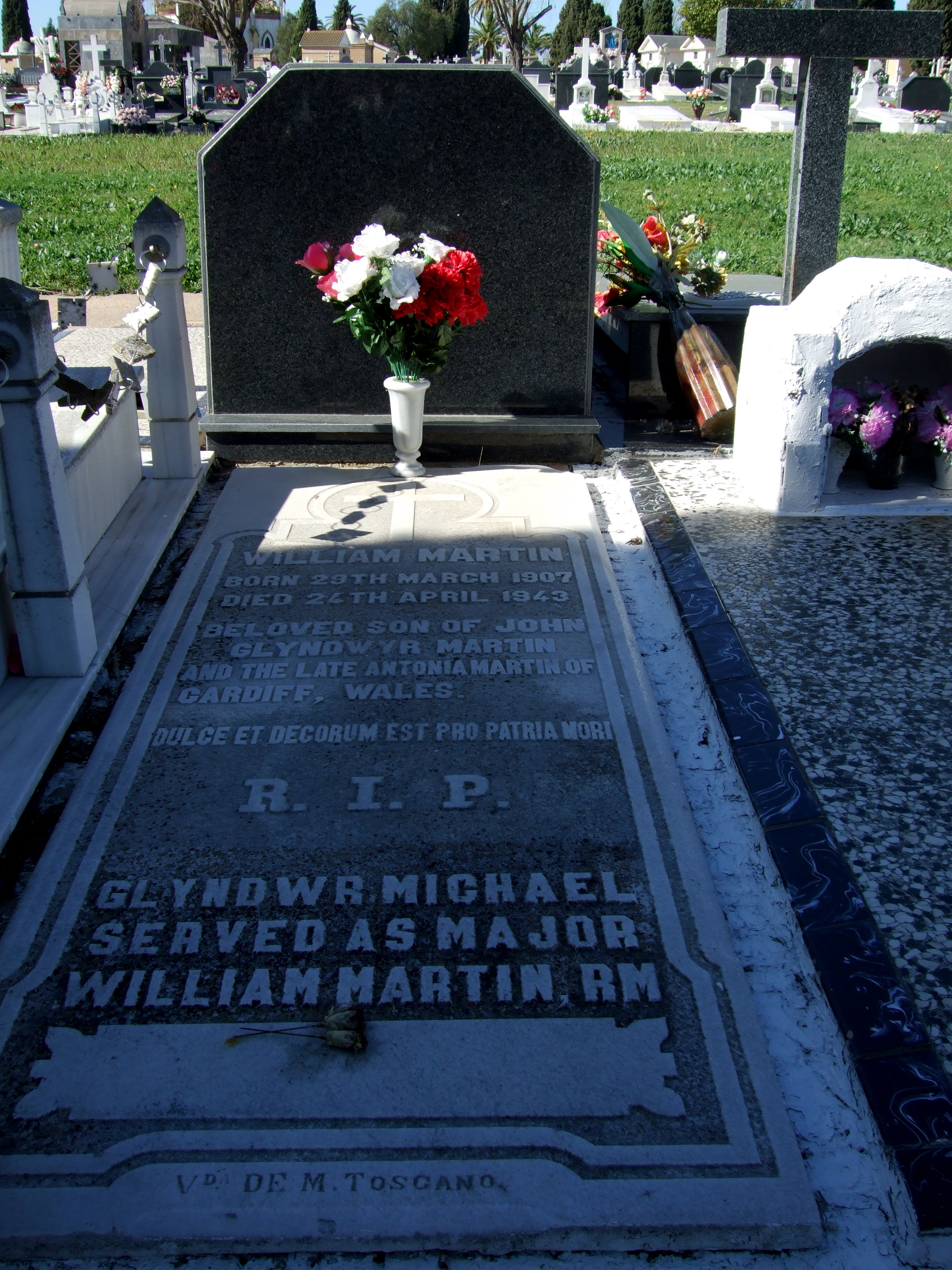
Grafsteen met de echte en fictieve identiteit

Toen het lichaam werd gevonden, eiste de Britse consul zoals afgesproken de aktetas op, wat de Duitsers deed geloven dat het om belangrijke documenten ging. Uiteindelijk werd de inhoud van de documenten waarschijnlijk door de Spaanse schout-bij-nacht Moreno doorgespeeld aan de Duitsers. Nadat de Britten de tas terug hadden, werden de documenten microscopisch onderzocht en bleek dat de documenten waren ingezien. Na afloop van de oorlog bleek dat de Spanjaarden de Duitsers exact één uur de tijd hadden gegeven om de documenten te fotograferen. Via de berichten die door Ultra konden worden ontcijferd werd duidelijk dat de Duitsers de informatie betrouwbaar vonden. In de periode daarna verplaatsten ze een deel van hun troepen die op Sicilië gelegerd waren naar Sardinië en Griekenland waardoor de echte invasie voor de geallieerden een stuk soepeler verliep.
'William Martin' werd op 2 mei 1943 te Huelva begraven, en later werd zelfs nog een grafsteen geplaatst, zogenaamd namens zijn ouders. In 1998 is aan de tekst op de steen een regel toegevoegd die de werkelijke identiteit van 'William Martin' onthult.

## Trivia
- Oorspronkelijk bestond er een plan om een dode man per parachute in Frankrijk te droppen maar dit werd als te ongeloofwaardig gezien en dus liet men het plan varen.
- Toen Churchill tijdens een overleg gevraagd werd wat te doen als de Duitsers niet in de val zouden trappen, antwoordde hij dat hij hoopte dat ze het lichaam snel terug zouden krijgen zodat ze het nog eens konden gebruiken.[bron?]
- Een bijeffect van de operatie was dat de Duitse Wehrmacht na de invasie sceptischer werd tegenover buitgemaakte documenten. Zo werd een aantal keren ten onrechte de conclusie getrokken dat buitgemaakte documenten als dwaalspoor waren achtergelaten terwijl ze in werkelijkheid echt waren.[bron?]